# Pseudotaeniacanthus dentiferus
Pseudotaeniacanthus dentiferus is een eenoogkreeftjessoort uit de familie van de Taeniacanthidae. De wetenschappelijke naam van de soort is voor het eerst geldig gepubliceerd in 2008 door Lin & Ho.